# Enrico IV, conte di Holstein-Rendsburg
Enrico IV, conte di Holstein-Rendsburg (1397 – Flensburgo, 28 maggio 1427), fu conte di Holstein-Rendsburg e duca pretendente di Schleswig dal 1404 fino alla sua morte. Tuttavia, non ne fu infeudato e rimase così solo Pfandherr di gran parte del ducato di Schleswig.

## Biografia
Enrico era il figlio di Gerardo VI di Holstein e Caterina Elisabetta di Brunswick-Lüneburg dalla linea Holstein-Rendsburg della casa di Schauenburg. Suo padre, Gerardo VI, cadde in battaglia il 4 agosto 1404 durante un tentativo di conquistare il Dithmarschen. Enrico aveva sette anni all'epoca; sua madre assunse la sua tutela, mentre la reggenza fu presa dallo zio Enrico III.
Enrico III era in guerra con la Danimarca dal 1408 per il Ducato di Schleswig. Enrico III lo rivendicò come feudo ereditario; ma la regina danese Margherita I e più tardi Enrico VII, volevano il ducato per sé. Nel 1413 terminò la reggenza. Enrico IV, insieme ai suoi fratelli minori Adolfo VIII e Gerardo VII, continuò la guerra con la Danimarca. Nel 1417 fu concordato un cessate il fuoco, dopo la mediazione della città di Lubecca. Nel 1423 la guerra continuò.
Il 28 giugno 1424 a Buda, l'imperatore Sigismondo si pronunciò a favore dei danesi; tuttavia, ciò non pose fine alle ostilità. Enrico IV fece appello a Papa Martino V per annullare la decisione dell'imperatore. Tuttavia, questo appello non ebbe successo. Nel 1426, le truppe danesi occuparono le aree intorno alle città di Schleswig e Flensburgo. Enrico IV cercò di ottenere il sostegno delle città anseatiche della Sassonia, dei Frisoni di Eiderstedt e persino dai Vitalienbrüder.
Durante la guerra danese-Holstein-anseatica, Enrico IV cadde in battaglia il 28 maggio 1427, durante l'assedio di Flensburgo. Fu sepolto nella chiesa di San Lorenzo a Itzehoe.

## Eredità
Durante il governo di Enrico come duca di Schleswig, i rappresentanti delle Centene della Frisia settentrionali si riunirono il 17 giugno 1426 sull'isola di Föhr per registrare la legge della Frisia nella Siebenhardenbeliebung. Questa è la più antica formulazione conservata della legge frisona.

## Ascendenza
|                                               |                                          |                                           | Genitori                                     |  |  | Nonni |  |  | Bisnonni                                 |  |  | Trisnonni                             |  |
|                                               |                                          |                                           |                                              |  |  |       |  |  | Gerardo III, conte di Holstein-Rendsburg |  |  | Enrico I, conte di Holstein-Rendsburg |  |
|                                               |                                          |                                           |                                              |  |  |       |  |  | Gerardo III, conte di Holstein-Rendsburg |  |  | Enrico I, conte di Holstein-Rendsburg |  |
|                                               |                                          | Heilwig di Bronckhorst                    |                                              |  |  |       |  |  | Gerardo III, conte di Holstein-Rendsburg |  |  |                                       |  |
| Enrico II, conte di Holstein-Rendsburg        |                                          |                                           |                                              |  |  |       |  |  | Gerardo III, conte di Holstein-Rendsburg |  |  |                                       |  |
|                                               |                                          | Sofia di Werle                            | Nicola II, signore di Werle                  |  |  |       |  |  |                                          |  |  |                                       |  |
|                                               |                                          | Sofia di Werle                            | Nicola II, signore di Werle                  |  |  |       |  |  |                                          |  |  |                                       |  |
|                                               |                                          | Sofia di Werle                            | Richenza di Danimarca                        |  |  |       |  |  |                                          |  |  |                                       |  |
| Gerardo VI, conte di Holstein-Rendsburg       |                                          | Sofia di Werle                            |                                              |  |  |       |  |  |                                          |  |  |                                       |  |
|                                               |                                          | Alberto II, duca di Meclemburgo-Schwerin  | Enrico II, signore di Meclemburgo            |  |  |       |  |  |                                          |  |  |                                       |  |
|                                               |                                          | Alberto II, duca di Meclemburgo-Schwerin  | Enrico II, signore di Meclemburgo            |  |  |       |  |  |                                          |  |  |                                       |  |
|                                               |                                          | Alberto II, duca di Meclemburgo-Schwerin  | Anna di Sassonia-Wittenberg                  |  |  |       |  |  |                                          |  |  |                                       |  |
| Ingeborg di Meclemburgo-Schwerin              |                                          | Alberto II, duca di Meclemburgo-Schwerin  |                                              |  |  |       |  |  |                                          |  |  |                                       |  |
|                                               |                                          | Eufemia di Svezia                         | Erik, duca di Södermanland                   |  |  |       |  |  |                                          |  |  |                                       |  |
|                                               |                                          | Eufemia di Svezia                         | Erik, duca di Södermanland                   |  |  |       |  |  |                                          |  |  |                                       |  |
|                                               |                                          | Eufemia di Svezia                         | Ingeborg di Norvegia                         |  |  |       |  |  |                                          |  |  |                                       |  |
| Enrico IV, conte di Holstein-Rendsburg        |                                          | Eufemia di Svezia                         |                                              |  |  |       |  |  |                                          |  |  |                                       |  |
|                                               | Magnus I, duca di Brunswick-Wolfenbüttel | Alberto II, duca di Brunswick-Lüneburg    |                                              |  |  |       |  |  |                                          |  |  |                                       |  |
|                                               | Magnus I, duca di Brunswick-Wolfenbüttel | Alberto II, duca di Brunswick-Lüneburg    |                                              |  |  |       |  |  |                                          |  |  |                                       |  |
|                                               | Magnus I, duca di Brunswick-Wolfenbüttel | Rixa di Werle                             |                                              |  |  |       |  |  |                                          |  |  |                                       |  |
| Magnus II, duca di Brunswick-Wolfenbüttel     | Magnus I, duca di Brunswick-Wolfenbüttel |                                           |                                              |  |  |       |  |  |                                          |  |  |                                       |  |
|                                               |                                          | Sofia di Brandeburgo-Landsberg            | Enrico I, margravio di Brandeburgo-Landsberg |  |  |       |  |  |                                          |  |  |                                       |  |
|                                               |                                          | Sofia di Brandeburgo-Landsberg            | Enrico I, margravio di Brandeburgo-Landsberg |  |  |       |  |  |                                          |  |  |                                       |  |
|                                               |                                          | Sofia di Brandeburgo-Landsberg            | Agnese di Baviera                            |  |  |       |  |  |                                          |  |  |                                       |  |
| Caterina Elisabetta di Brunswick-Wolfenbüttel |                                          | Sofia di Brandeburgo-Landsberg            |                                              |  |  |       |  |  |                                          |  |  |                                       |  |
|                                               |                                          | Bernardo III, principe di Anhalt-Bernburg | Bernardo II, principe di Anhalt-Bernburg     |  |  |       |  |  |                                          |  |  |                                       |  |
|                                               |                                          | Bernardo III, principe di Anhalt-Bernburg | Bernardo II, principe di Anhalt-Bernburg     |  |  |       |  |  |                                          |  |  |                                       |  |
|                                               |                                          | Bernardo III, principe di Anhalt-Bernburg | Elena di Rügen                               |  |  |       |  |  |                                          |  |  |                                       |  |
| Caterina di Anhalt-Bernburg                   |                                          | Bernardo III, principe di Anhalt-Bernburg |                                              |  |  |       |  |  |                                          |  |  |                                       |  |
|                                               |                                          | Agnese di Sassonia-Wittenberg             | Rodolfo I, principe elettore di Sassonia     |  |  |       |  |  |                                          |  |  |                                       |  |
|                                               |                                          | Agnese di Sassonia-Wittenberg             | Rodolfo I, principe elettore di Sassonia     |  |  |       |  |  |                                          |  |  |                                       |  |
|                                               |                                          | Agnese di Sassonia-Wittenberg             | Giuditta di Brandeburgo                      |  |  |       |  |  |                                          |  |  |                                       |  |
|                                               |                                          | Agnese di Sassonia-Wittenberg             |                                              |  |  |       |  |  |                                          |  |  |                                       |  |